# (3827) Zdeněkhorský
(3827) Zdeněkhorský est un astéroïde de la ceinture principale.

## Description
(3827) Zdeněkhorský est un astéroïde de la ceinture principale. Il fut découvert le 3 novembre 1986 à l'Observatoire Kleť par Antonín Mrkos. Il présente une orbite caractérisée par un demi-grand axe de 2,74 UA, une excentricité de 0,13 et une inclinaison de 4,1° par rapport à l'écliptique.

## Compléments